# Styletoentomon
Styletoentomon (лат.) — род бессяжковых насекомых (Protura) из семейства Eosentomidae.

## Распространение
Северная Америка.

## Описание
Мелкие бессяжковые. Верхняя губа длиннее мандибул и очень узкая, образует рострум. Жвалы очень длинные, тонкие и заостренные (стилетообразные). Канал максиллярных желез достигает переднегруди. Передние сенсиллы e и g булавовидные. Глаза, усики и крылья отсутствуют. Жвалы развиты (с несколькими зубцами), максиллярная железа с длинным узким протоком. Дыхальца на мезо- и метанотуме.
- Styletoentomon rostratum (Ewing, 1940)
- Styletoentomon styletum Copeland, 1978